# NGC 2686
NGC 2686 é uma galáxia  na direção da constelação de Ursa Major. O objeto foi descoberto pelo astrônomo William Parsons em 1858, usando um telescópio refletor com abertura de 72 polegadas. Devido a sua moderada magnitude aparente (+15,2), é visível apenas com telescópios amadores ou com equipamentos superiores.